# Otto Carstens
Markus Otto Carstens (* 10. August 1981 in Itzehoe) ist ein deutscher Politiker (CDU). Seit 2022 ist er Staatssekretär im Ministerium für Justiz und Gesundheit des Landes Schleswig-Holstein. Zudem war er 2022 kurzzeitig Mitglied im Schleswig-Holsteinischen Landtag.

## Leben und Beruf
Carstens wuchs in Steinburg und Schleswig auf. Nach dem Abitur 2001 leistete er seinen einjährigen Wehrdienst bei der Deutschen Luftwaffe ab. Danach folgte ein Studium der Rechtswissenschaft, Philosophie und Geschichte bis 2007 in Hamburg, Kiel und Innsbruck. Nach dem 1. Staatsexamen am Hanseatischen Oberlandesgericht und seinem Master of Laws arbeitete er 2007 zunächst als Praktikant im Büro eines Abgeordneten des Europäischen Parlaments in Brüssel. Von 2008 bis 2011 absolvierte er sein Referendariat im Landgerichtsbezirk Itzehoe. 2010 wurde er an der Leopold-Franzens-Universität Innsbruck mit der Dissertation Funktionsweisen europäischer Politikgestaltung durch Europäische Parteien und deren Abgeordnete zum Doktor der Rechtswissenschaften promoviert. Doktorvater war Waldemar Hummer. 2011 absolvierte er an dem für das Schleswig-Holsteinische Oberlandesgericht zuständigen Prüfungsamt in Hamburg das Zweite Staatsexamen und war anschließend fünf Jahre als Rechtsanwalt tätig. In diesem Rahmen erwarb er die Zusatzqualifikation eines Fachanwalts für Versicherungsrecht. 2017 wechselte er zum Kreis Steinburg, wurde Leiter des Rechtsamts und hatte diese Position bis 2019 inne. Danach war er bis zu seinem Einzug in den Landtag Dezernent und Vertreter des Landrats in dessen Funktion als örtliche untere Landesbehörde.

## Politische Tätigkeit
Carstens ist seit 1998 Mitglied der Jungen Union und seit 1999 Mitglied der CDU. Daneben ist er auch Mitglied bei der Kommunalpolitischen Vereinigung der CDU und CSU Deutschlands, des Evangelischen Arbeitskreises und der Mittelstands- und Wirtschaftsunion.
Er war von 1998 bis 2006 im Orts-, Kreis- und Landesvorstand der Jungen Union. In der CDU war er im Orts- und Bezirksvorstand und ist aktuell Teil des Kreisvorstandes als Schatzmeister.
Von 2003 bis 2007 war er als bürgerliches Mitglied im Gemeinderat sowie Kreistagsabgeordneter.
Bei der Landtagswahl in Schleswig-Holstein 2022 stand er auf Platz 33 der Landesliste seiner Partei. Er zog mit 51,2 % der Erststimmen im Wahlkreis Mittelholstein in den Landtag ein.
Im Zuge der Bildung des Kabinetts Günther II wurde er am 29. Juni 2022 zum Staatssekretär im Ministerium für Justiz und Gesundheit des Landes Schleswig-Holstein unter Ministerin Kerstin von der Decken ernannt. Im Zuge dessen legte er sein Landtagsmandat nieder.

## Aberkennung des Doktorgrads nach Plagiatsvorwürfen
Im August 2022 erhob der Plagiatsforscher Jochen Zenthöfer den Vorwurf, dass Carstens wesentliche Teile seiner Dissertation aus fremden Quellen ohne Quellenangabe übernommen habe. Die Universität Innsbruck überprüfte ab August 2022 die erhobenen Vorwürfe und entzog ihm im Oktober 2023 den Doktortitel. Zenthöfer hatte die Aufarbeitung an der Universität zuvor als intransparent kritisiert. Über Carstens’ publizierte Masterarbeit, die Grundlage des Selbstplagiats war, schrieb Steffen Augsberg, Professor für  Öffentliches Recht an der Justus-Liebig-Universität Gießen im Portal für Politikwissenschaft, sie erreiche inhaltlich „nicht das Niveau einer durchschnittlichen Seminararbeit im Grundstudium“.
Mit Entscheidung vom 16. September 2023 erkannte die Universität Innsbruck Carstens den Doktorgrad ab. Die Beurteilung der Dissertationsleistung sei nichtig, insbesondere weil Carstens inhaltliche Übereinstimmungen mit seiner 2007 an der Universität Hamburg eingereichten Masterarbeit nicht gekennzeichnet habe. Dies schmälere die wissenschaftliche Leistung der akademischen Arbeit. Seine Beschwerde wurde am 25. April 2025 durch das Bundesverwaltungsgericht Österreichs verworfen.

## Mitgliedschaften
Carstens ist Mitglied im Heimatverband für den Kreis Steinburg, Freunde der Steinburg e.V., Verein für corpsstudentische Geschichtsforschung. Zudem ist er Alter Herr des Corps Gothia Innsbruck im Kösener Senioren-Convents-Verband und des Corps Irminsul Hamburg im Weinheimer Senioren-Convent. Daneben ist er im Stiftungsrat der Idstedt-Stiftung und der Itzehoer Bürgerstifte.

## Privates
Carstens ist evangelisch-lutherischer Konfession, verheiratet und Vater einer Tochter.